# Tilden (Texas)
Tilden település az Amerikai Egyesült Államok Texas államában, McMullen megyében, melynek megyeszékhelye is. Lakosainak száma 190 fő (2020. április 1.).

## Népesség
A település népességének változása:

| 2010 | 261 |
| 2020 | 190 |